# Felix Bobek
Felix Julius Bobek (* 21. August 1898 in Prag, Österreich-Ungarn; † 22. Januar 1938 in Berlin-Plötzensee) war ein deutscher Physikochemiker, Kommunist und Techniker im BB-Apparat (Betriebsberichterstattung), der Wirtschaftsspionage der KPD.

## Leben

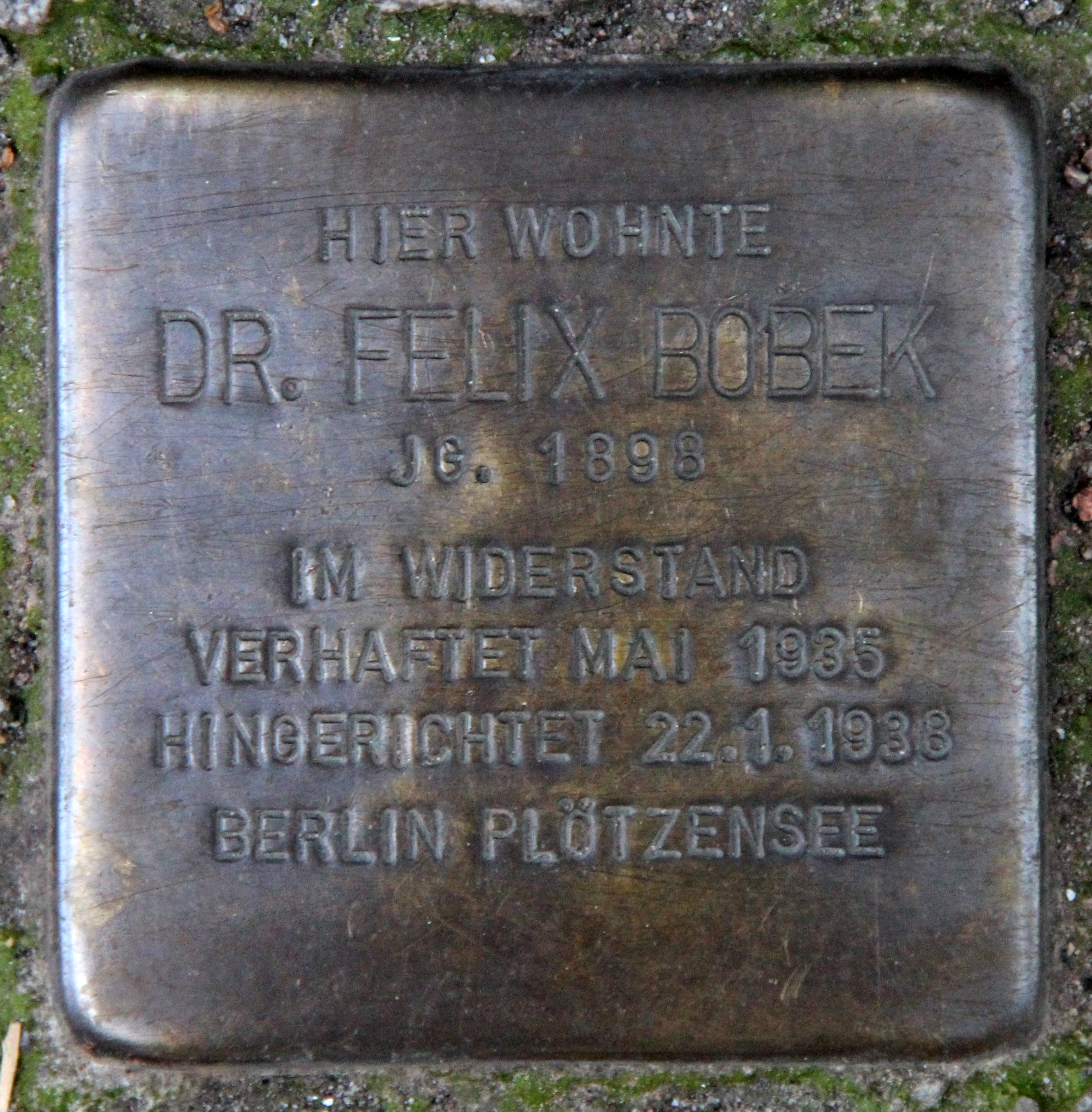
Stolperstein, Wilhelmstraße 22, in Berlin-Kreuzberg

Felix Bobek studierte Physik in München und Berlin. Von 1921 bis 1924 war er Doktorand in der Abteilung Hahn/Meitner am Kaiser-Wilhelm-Institut für Chemie und promovierte 1925 bei Otto Hahn. 1926 heiratete er Gertrud Denner, sie hatten zwei Töchter, später mit dem Namen Eva Müller und Anna Kerstan. Danach war Felix Bobek in einem Versuchslabor bei Osram beschäftigt. Im Sommer 1933 wurde er wegen seiner jüdischen Herkunft entlassen.
Während seines Studiums schloss er sich der Naturfreundejugend Deutschlands an, unternahm viele Wanderungen und wurde infolge der dabei entstandenen Kontakte 1932 zum Mitglied der KPD. Zu seinen politischen Freunden gehörte insbesondere Wilhelm Bahnik, der Leiter des für Betriebsberichterstattungen zuständigen BB-Apparates im AM-Apparat, dem Abwehrdienst der KPD. Bobek wurde der technische Assistent des stellvertretenden Leiters des BB-Apparates Ewald Jahnen. Analog zu dem fotochemischen Verfahren, das Fritz Lange in London zusammen mit Friedrich Georg Houtermans entwickelte, fand Bobek eine technische Möglichkeit, um ganze Seiten einer Zeitung auf Briefmarkengröße zu verkleinern und auf diese Weise wichtige Informationen aus Deutschland heraus zu schicken.
Im Mai 1935 wurde Felix Bobek verhaftet. Am 14. Oktober 1935 gelang es ihm, aus der Haft zu entfliehen. Er konnte sich zwei Wochen lang in der Umgebung Berlins verbergen und wurde dann erneut verhaftet. Zehn Monate lang verbrachte er in einer Todeszelle im Strafgefängnis Plötzensee und arbeitete an einer Abhandlung zur Dialektik in der Physik. Kurz nach der Fertigstellung dieser wissenschaftlichen Studie wurde er im Hof der Anstalt enthauptet.
Seine Asche wurde auf dem Parkfriedhof Marzahn beigesetzt.